# Нуркеєво
Нурке́єво (рос. Нуркеево, башк. Нөркәй) — присілок у складі Туймазинського району Башкортостану, Росія. Входить до складу Субханкуловської сільської ради.
Населення — 888 осіб (2010; 641 у 2002).
Національний склад:
- башкири — 52 %
- татари — 39 %